# معبد هندو سری ماها ماریامان، باتروورت
معبد هندو سری ماها ماریامان (انگلیسی: Sree Maha Mariamman Devasthanam Temple, Butterworth) یک معبد هندو در باگان لوار، ایالت پنانگ، مالزی است. در واقع، این معبد بزرگ‌ترین و شاید قدیمی‌ترین معبد هندو در باتروورت است. معبد هندو ماها ماریامان که به الهه مادر، امان، پیشکش شده معبدی برای جامعه هندو است که در امتداد خیابان جالان جتی لاما قرار دارد. این منطقه در نزدیکی محله هندو است که کامپونگ بنگالی نامیده می‌شود. امروزه، هنوز هم جمعیت هندو قابل توجهی در این منطقه زندگی می‌کنند، مشاغلی همچون، رستوران سری آناندا بهاروانا بانانا لیف، بازتاب دهنده حضور هندوها است. هندوها بیشتر با بندر باتروورت در ارتباط هستند. آنها یا به صورت مستقیم در آنجا کار می‌کنند، یا حرفه‌های جانبی همچون راه اندازی فروشگاه‌های مختلف و فروشگاه اوت لت غذا ارائه می‌کنند.